# Marjina Horka
Marjina Horka (belarussisch Мар’іна Горка) ist eine Stadt in der Republik Belarus in der Minskaja Woblasz mit rund 23.000 Einwohnern.

## Geografie
Die Stadt liegt im Zentrum des Landes unweit der Hauptstadt Minsk in Nachbarschaft des Flusses Swislatsch.

## Wappen
Beschreibung: In Blau steht auf einer weißen Wolke vor einer goldenen rotgerandeten Mandorla eine Heilige mit goldenem Heiligenschein, blauem blutverschmiertem Rock, schwarzen Schuhen und roten Mantel ein weißes Tuch über beiden Armen haltend.

## Verkehr
Marjina Horka liegt an der Hauptverbindung sowohl im Schienen- als auch im Straßenverkehr von Minsk nach Babrujsk und Homel im Südosten des Landes.